# Mètode Martenot
El mètode Martenot és un mètode d'aprenentatge de la música creat el 1912 per Madeleine Martenot, professora de piano, que contempla una visió global de l'educació artística. El 1920, el seu germà, el jove violoncel·lista Maurice Martenot, va crear una sèrie de jocs musicals per als seus estudiants, per fer malabarismes rítmics i treballs d'intervals dins la teoria de la música.

## Principis i filosofia del mètode
Principis:
- No buscar el resultat sinó l'esforç
- Donar més valor a les capacitats psicofisiològiques que a les intel·lectuals
- Prendre consciència d'un mateix
- Permetre als alumnes expressar-se lliurement
- Treballar a poc a poc, no aprendre a obtenir un resultat sinó a fer els passos per arribar-hi

Filosofia:
- Relació de l'exterior amb un mateix
- No se centra a ensenyar la matèria sinó a fer que els alumnes la millorin
- Es vol dirigir a la totalitat de l'ésser, sense separar el cos de la ment, aprendre a sentir la música
- Estimular la memòria musical i el cant inconscient des de la primera infància

## Aspectes musicals que treballa
- Un ritme viu. Quan es treballa el ritme amb els nens es té en compte el seu tempo natural així com el seu sentit del ritme. Comencen pel ritme en el seu estat pur, però s'ha d'estar del tot despert per poder sentir-lo, cultivar-lo i utilitzar-lo per expressar la pròpia vitalitat.

- El cant lliure a través de la imitació o cant semiinconscient. Serà el mitjà per arribar al cant conscient, es treballa a partir de la imitació i per aquest motiu es repeteixen molts cops les mateixes cançons. No cal afinar del tot ni saber-se les cançons senceres, es busca la reproducció espontànes per tal de poder fer després l'execució solfejada.

- El cant conscient o cant forçat

El cant obligatori abastarà tots els aspectes tècnics del cant, que s'aniran millorant a poc a poc si prèviament s'han experimentat correctament en el cant lliure. Per afinar correctament s'haurà de treballar el cant interior i anticipar-se als salts i a les notes que es canten, també es tindrà en compte la respiració i els automatismes.
- La lectura. El procés de lectura ha de ser molt lent, solucionar els problemes un a un. Proposa fer la lectura per passos: primer llegir el ritme, després llegir les notes i per acabar fer la lectura directa dels intervals.

- La teoria aplicada en relació amb l'educació sensorial. No hem d'estudiar la teoria per descobrir la música sinó que sentint la música, gaudint-la, ja anirem adquirint les normes i teories que la formen perquè ens faran falta per poder-ne gaudir encara més.

- Audició, preaudició i formació del pensament musical. L'audició passiva és allò que sentim però no escoltem. L'audició activa per contra és quan escoltem, però nosempre tindrà la mateixa intensitat: quan reconeixem allò que sentim escoltem amb molta més atenció que davant de lo desconegut.

- Memorització, imitació espontànea i transport. La repetició és un mètode molt útil per aprendre cançons amb els més petits, i encara és millor si ho fem combinant la lletra i només la melodia. Més endavant passarem a la imitació espontània i si l'alumne és capaç reproduir una melodia per imitació més endavant podrà reconstruir la melodia mentalment i així poder transportar-la.

- Anàlisi dels diferents circuits d'automatismes des de l'expressió vocalinstintiva a la interpretació instrumental. Els automatismes són les accions musculars que aprenem, en aquest cas, davant de la música i que ens serveixen per realitzar els moviments sense haver de pensar-los cada vegada, això ens permetrà poder pensar en altres aspectes musicals i donar sentit a la música.

- La improvisació. La improvisació ha de servir per experimentar amb la música, ha de ser una cosa lliure i espontània, qualsevol nen és capaç d'improvisar però no s'ha de forçar mai a cap afer-ho. Sempre haurem de procurar primer un ambient que convidi a improvisar.

- El dictat musical. Cal adequar els dictats al nivell de l'alumne perquè un fracàs en la infància pot desenvolupar un fracàs en el futur, els dictats es fan a través de la intuïció, tot i que s'arriben a fer fer automatisme, això no obstant, si tenim dubtes aquesta intuïció es perd i no s'aconsegueixen bons resultats

## Aplicació del mètode
Els alumnes tractaran la música sense projectes de futur, que simplement voldran gaudir-ne. Per això és molt important que donem sentit i vida a la música que farem, no volem que aprenguin a escoltar un conjunt de notes sinó que aprenguin cançons. No tots els professors són virtuosos de la música però sí que necessiten tenir una part teatral per poder transmetre el sentit de la música. Per aconseguir tot això però, caldrà preparar el cos, ja que només aconseguirem donar vida a la música si estem predisposats, si estem relaxats i som capaços de sentir la música interiorment abans de recrear-la. Contràriament a això, els alumnes són capaços d'automatitzar els moviments i posicions de les notes i les figures, i mitjançant la tècnica podrien reproduir fins i tot virtuosismes, no obstant la música tindria una carència de sentit.
No és tan important el mètode com la persona qui l'ensenya. Per molt que algú sàpiga molt sobre un tema, si no té vocació per ensenyar-lo els seus alumnes no l'aprendran. A més cal tenir una pedagogia positiva per cultivar la confiança dels alumnes, seleccionar un nivell adequat, on se sentin segurs, fer coses que els agradin i es motivin per obtenir-ne un major esforç i resultat i intentar que utilitzin la representació mental per un resultat millor i un record més fàcil. Això no treu el fet que quan més rica sigui la cultura musical d'un professor millor seran els seus ensenyaments.
Un altre fet important és ser conseqüents amb els nostres actes, si demanem una cançó és perquè nosaltres la sabem fer correctament, si ens atrevim a improvisar els alumnes també ho faran i el mateix passa en tots els aspectes. Cal tenir en compte també el perfeccionament sensorial que podem treballar a través de les d'audicions ja siguin de forma lliure o en forma de dictat; i no només els nostres alumnes també cal que com a professors treballem, millorem i exercitem les nostres capacitats sensorials.
Per acabar ens parla de la kinesofia. Es tracta d'aconseguir uns bona relaxació dels nostres músculs, però no en el sentit de tranquil·litzar-nos i no pensar en res, més aviat tot el contrari, tenir el cos al cent per cent, al màxim d'atent per poder sentir i transmetre la música al màxim de bé.